# Skärsjön (Långaryds socken, Småland, 632768-134735)
Skärsjön är en sjö i Hylte kommun i Småland och ingår i Nissans huvudavrinningsområde. Sjön är 4,1 meter djup, har en yta på 0,21 kvadratkilometer och befinner sig 145,1 meter över havet. Sjön avvattnas av vattendraget Skärkeå. Vid provfiske har abborre, gädda och sutare fångats i sjön.

## Delavrinningsområde
Skärsjön ingår i det delavrinningsområde (632773-134758) som SMHI kallar för Inloppet i Lilla Skärshultasjön. Medelhöjden är 151 meter över havet och ytan är 3,23 kvadratkilometer. Det finns inga avrinningsområden uppströms utan avrinningsområdet är högsta punkten. Skärkeå som avvattnar avrinningsområdet har biflödesordning 2, vilket innebär att vattnet flödar genom totalt 2 vattendrag innan det når havet efter 65 kilometer. Avrinningsområdet består mestadels av skog (81 %). Avrinningsområdet har 0,21 kvadratkilometer vattenytor vilket ger det en sjöprocent på 6,6 %.